# Jean-Sébastien Chauvin
Pour les articles homonymes, voir Chauvin.
Jean-Sébastien Chauvin est un critique de cinéma et réalisateur français.

## Biographie
Jean-Sébastien Chauvin a collaboré notamment aux Cahiers du cinéma et réalisé plusieurs courts métrages.
Il enseigne à l'École supérieure d'études cinématographiques et à l'Université Paris 8 Vincennes-Saint-Denis.

## Filmographie
- 2008 : Les Filles de feu[3]
- 2011 : Et ils gravirent la montagne
- 2011 : La Tristesse des androïdes
- 2013 : Le Fantôme de la salle 218
- 2014 : Les Enfants
- 2022 : Le Roi qui contemplait la mer
- 2022 : Mars exalté[4]